# Ростбіф
Ро́стбіф (англ. roast beef — в дослівному перекладі «запечена яловичина») — страва англійської кухні, є запеченим в духовці шматом яловичини.
Традиційно для ростбіфа обирають шмат м'яса зі спинної частини туші. Перед запіканням м'ясо маринують добу в олії для розм'якшення. Потім обережно солять і запікають, часто перевертаючи, щоб не пригоріло. Готовий ростбіф нарізають упоперек тонкими шматками, подають з гарніром (печеною або смаженою картоплею, зеленню, тертим хроном), рідше — із підливою.
Відповідники ростбіфа (тобто м'ясо, запечене цілим шматком) є в кухнях багатьох народів світу — це східнослов'янська шинка, австрійський швайнсбратен (нім. Schweinsbraten), квебекський rôti de porc (Rôti de porc).